# Nadab (fils d'Aaron)
Pour les articles homonymes, voir Nadab (homonymie).
Nadab est le fils aîné des quatre fils d'Aaron et d'Élishéba. Il jouit des faveurs de Dieu puis les perd et meurt sans descendance.

## Famille de Nadab
Nadab a pour père Aaron fils d'Amram et de Yokébed.
Nadab a pour mère Élishéba fille d'Amminadab et sœur de Nahshon.
Nadab est le premier-né d'Aaron et d'Élishéba et a pour frères Abihu, Éléazar et Ithamar,,,,.

## Faveurs de Dieu pour Nadab
Nadab monte avec son oncle Moïse, son père Aaron, son frère Abihu et soixante-dix des anciens d'Israël pour voir Dieu et il se prosterne à distance,.
Nadab sert Dieu en tant que prêtre ainsi que son père Aaron et ses frères Abihu, Éléazar et Ithamar.

## Mort de Nadab
Nadab et son frère Abihu allument un feu irrégulier non prescrit par Dieu et meurent sans descendance,,.